# Bouelles
Bouelles – miejscowość i gmina we Francji, w regionie Normandia, w departamencie Sekwana Nadmorska.
Według danych na rok 1990 gminę zamieszkiwało 240 osób, a gęstość zaludnienia wynosiła 30 osób/km² (wśród 1421 gmin Górnej Normandii Bouelles plasuje się na 665. miejscu pod względem liczby ludności, natomiast pod względem powierzchni na miejscu 466.).